# Station Douvres-la-Délivrande
Station Douvres-la-Délivrande is een spoorwegstation in de Franse gemeente Douvres-la-Délivrande. Het station is gesloten.